# Winston-Salem Polar Twins (SHL)
Die Winston-Salem Polar Twins waren ein US-amerikanisches Eishockeyfranchise der Southern Hockey League aus Winston-Salem, North Carolina. 

## Geschichte
Die Winston-Salem Polar Twins nahmen 1973 als eines von sechs Gründungsteams den Spielbetrieb in der Southern Hockey League auf. Die Mannschaft belegte in der SHL immer einen der Mittelfeldplätze, nur in der letzten Spielzeit belegte sie den letzten Platz. Nachdem die  Saison 1976/77 aus finanziellen Gründen vorzeitig abgebrochen und die Liga eingestellt wurde, stellten auch die Winston-Salem Polar Twins den Spielbetrieb ein. 
Ein gleichnamiges Team nahm in der Saison 2004/05 am Spielbetrieb der Southern Professional Hockey League teil. 

## Saisonstatistik
Abkürzungen: GP = Spiele, W = Siege, L = Niederlagen, T = Unentschieden, OTL = Niederlagen nach Overtime SOL = Niederlagen nach Shootout, Pts = Punkte, GF = Erzielte Tore, GA = Gegentore, PIM = Strafminuten
| Saison  | GP | W  | L  | T  | OTL | SOL | Pts | GF  | GA  | Platz   | Playoffs |
| 1973/74 | 72 | 26 | 44 | 2  | —   | —   | 54  | 283 | 363 | 4., SHL |          |
| 1974/75 | 72 | 32 | 40 | 0  | —   | —   | 64  | 300 | 345 | 3., SHL |          |
| 1975/76 | 72 | 30 | 29 | 13 | —   | —   | 73  | 252 | 251 | 3., SHL |          |
| 1976/77 | 42 | 11 | 30 | 1  | —   | —   | 23  | 130 | 193 | 7., SHL |          |

## Team-Rekorde

### Karriererekorde
Spiele: 186  Bill Morris
Tore: 83  Ken Gassoff
Assists: 135  Ken Gassoff
Punkte: 218  Ken Gassoff
Strafminuten: 318  Brian Molvik